# روزی روزگاری (فیلم ۱۹۹۶)
روزی روزگاری 
(به تلوگویی: Anaganaga Oka Roju) فیلمی محصول سال ۱۹۹۶ و به کارگردانی رام گوپال وارما است. در این فیلم بازیگرانی همچون جی.دی چاکراوارتی، اورمیلا ماتوندکار، راغوواران، براهماناندام و کوتا سرینیواسا راو ایفای نقش کرده‌اند.